# 맨 인 블랙 2
《맨 인 블랙 2》(영어: Men in Black II)는 배리 소넌펠드가 감독을 맡은 미국의 2002년 SF 액션 첩보 영화이다. 로웰 커닝햄이 그린 동명의 만화를 원작으로 1997년에 개봉한 전편에 이어 토미 리 존스와 윌 스미스가 주연을 맡았고, 라라 플린 보일, 조니 녹스빌, 로사리오 도슨, 토니 샬호브, 립 톤 등이 출연했다. 전편인 《맨 인 블랙》(1997)에서 모든 기억을 지우고 우체국장이 된 '케이'(토미 리 존스)를 찾아낸 맨 인 블랙 요원 '제이'(윌 스미스)는 케이의 기억을 복구시킨 뒤 지구의 안전을 위협하는 외계인들과 맞서 싸운다는 내용을 담고 있다.
이 영화는 1억 4천만 달러의 제작비로 제작되어 2002년 7월 3일 컬럼비아 픽처스에 의해 개봉되었다. 맨 인 블랙 2는 4억 4천 180만 달러의 수익을 올렸고, 비평가들에게 엇갈린 평가들을 받았다. 2012년에는 속편인 영화 《맨 인 블랙 3》가 제작되었다.

## 줄거리
회상 장면에서 라우라나 공주가 이끄는 자르탄 외계인 집단은 지구로 가서 멘 인 블랙(MIB) 조직에 세를리나라는 변신 외계인이 자르타의 빛이라는 강력한 물건을 손에 넣기 전에 이를 지키는 것을 도와달라고 애원한다. MIB는 중립적인 지위 때문에 거절하고, 요원 K는 빛을 로켓에 실어 외계로 보내는 것처럼 보인다. 격분한 세를리나는 라우라나를 죽이고 그것을 쫓아 떠난다.
2002년, MIB에 합류한 지 5년 후, 요원 J는 일에 대처하기에 감정적으로 부적합하다고 판단되는 파트너들을 뉴럴라이징하는 것으로 명성을 쌓으며 최고의 요원 중 한 명이 되었다. 세를리나는 두 머리 외계인 스크래드와 찰리로부터 빛이 여전히 지구에 있다는 정보를 받고 돌아와 그들에게 빛을 찾는 것을 돕도록 강요한다. 그녀는 나중에 빛의 위치를 알려주기를 거부하는 벤이라는 자르탄 피체리아 주인을 죽인다. 벤의 살인 사건을 조사하던 중, J는 로라라는 증인에게 매력을 느낀다. J는 MIB 규약을 어기고 그녀를 뉴럴라이징하지 않기로 결정한다. 더 조사하던 J는 나중에 K가 빛을 지구에 숨겼다는 것을 발견한다.
K가 5년 전 은퇴하기 전에 뉴럴라이징되었기 때문에, 아무도 빛이 어디에 있는지 모른다. J는 K가 트루로, 매사추세츠의 우체국장으로 일하는 것을 발견하고, 그의 동료들이 변장한 외계인임을 폭로한 후 그를 복귀하도록 설득한다. J는 K를 MIB 본부로 데려가 디뉴럴라이저 기계를 사용하여 그의 기억을 복원한다. 그러나 세를리나, 스크래드, 찰리가 시설을 공격하여 두 사람은 탈출하여 불법 디뉴럴라이저를 만든 외계인 전당포 주인 잭 집스를 찾는다. 기계는 작동하지만, K는 자신을 뉴럴라이징했기 때문에 빛을 기억하지 못하고 그 기억들은 돌아오지 않았다. 그럼에도 불구하고, 그는 자신에게 일련의 단서를 남겼다. 피체리아에서 사물함 열쇠를 찾고 로라를 안전을 위해 외계 벌레 무리에게 맡긴 후, 두 사람은 그랜드 센트럴 터미널로 향하고, 그곳에서 K를 자신들의 신으로 숭배하고 비디오 가게 회원 카드를 중심으로 종교를 발전시킨 작은 외계인 사회가 들어있는 사물함을 발견한다.
가게를 방문하자 주인은 MIB가 이전에 빛과 세를리나를 만났던 사건의 허구적인 버전을 보여준다. K는 실제로 무슨 일이 일어났는지 기억하지만, J에게 빛이 한 시간 안에 지구를 떠나야 하거나 지구가 파괴될 것이라고만 말한다. J는 빛이 로라의 팔찌라고 믿는데, 그 팔찌는 이제 빛을 발하고 있다. 두 사람은 벌레들에게 돌아가지만, 세를리나가 그들을 공격하고 로라를 납치했다는 것을 알게 된다. 벌레들과 합류한 요원들은 MIB 본부에 침투하여 되찾고 로라를 구출한 후 빛을 되돌려주기 위해 탈출한다. 세를리나는 맨해튼 전역에서 그들을 쫓고, J는 그녀를 지하철에 사는 거대한 벌레 같은 외계인 제프에게 먹히도록 속인다.
로라의 팔찌에 이끌려 요원들은 자르탄 수송선을 찾아내고, 그곳에서 K는 로라가 빛이자 라우라나의 딸임을 밝히고 J에게 그녀가 지구와 자르타를 구할 수 있도록 보내주라고 설득한다. 로라가 떠나려고 할 때, 세를리나는 제프를 흡수하여 그녀를 붙잡으려고 다시 시도하지만, K와 J는 세를리나를 죽인다. K는 자유의 여신상 횃대에 숨겨진 거대한 뉴럴라이저를 사용하여 뉴욕 주민들의 세를리나 행동에 대한 기억을 지운다.

## 출연진
- 토미 리 존스 - 케이 요원 / 케빈 브라운 역
- 윌 스미스 - 제이 요원 / 제임스 대럴 에드워드 3세 역
- 립 톤 - 치프 제드 역
- 라라 플린 보일 - 설리나 역
- 조니 녹스빌 - 스크래드 / 찰리 역
- 로사리오 도슨 - 로라 바스케스 역
- 토니 샬호브 - 잭 집스 역
- 패트릭 워버튼 - 티 요원 역
- 잭 켈러 - 벤 역
- 데이비드 크로스 - 뉴톤 역
- 존 알렉산더 - 자라 역
- 마이클 잭슨 - 엠 요원(카메오)
- 피터 그레이브스 - 본인 역
- 피터 스펠로스 - 래리 브리지워터 대위 역

### 본작 성우
- 팀 블래니 - 프랭크(퍼그 종)
- 브래드 애브렐 - 웜 가이
- 그레그 발로라 - 웜 가이
- 톰 파운틴 - 웜 가이
- 칼 J. 존슨 - 웜 가이
- 리처드 피어슨 - 고디

#### 한국판 성우진(KBS)
- 김일 - 제이(윌 스미스)
- 설영범 - 케이(토미 리 존스)
- 배정미 - 로라(로사리오 도슨)
- 황원 - 프랭크(팀 브래니)
- 문영래 - 제드(립 톤)
- 최문자 - 셀레나(라라 플린 보일)
- 임수아 - 뉴튼의 엄마
- 이종구 - 자라(존 알렉산더)
- 장승길 - 집스(토니 샬호브)
- 김혜미 - 헤일리(코롬비 제이콥슨)
- 홍승섭 - 뉴튼(데이비드 크로스)
- 한호웅 - 스크래드 / 찰리(조니 녹스빌)
- 임진응 - 티 요원(패트릭 와버튼)
- 김래환 - 요원

## 제작
데이비드 켑이 맨 인 블랙 2의 제작에 개입했음에도, 대부분의 각본은 로버트 고든이 썼다. 이후 배리 파나로가 각본을 검토했는데, 이 작업에서 그는 로버트 고든이 의도적으로 쓰지 않았던 대중문화에 대해서 추가했다. 주 촬영은 2001년 6월 11일에 시작되어 2001년 9월 23일에 종료되었다. 촬영의 끝부분은 세계 무역 센터에서 진행되던 중이었는데, 도중 9·11 테러가 일어나 세계 무역 센터가 붕괴되어 이전에 세계 무역 센터를 배경으로 촬영된 장면들은 편집되거나 CG로 제거, 또한 재촬영되기도 했다.

### 음악
맨 인 블랙 2의 음악은 2002년 6월 25일 컬럼비아 레코드에 의해 발매되었다.
| #            | 제목                                | Artist                       | 재생 시간 |
| ------------ | ----------------------------------- | ---------------------------- | --------- |
| 1.           | 〈Worms Lounge 1 (Worms in Black)〉 | 대니 엘프먼                  | 5:20      |
| 2.           | 〈Logo〉                            | 대니 엘프먼                  | 0:22      |
| 3.           | 〈Titles〉                          | 대니 엘프먼                  | 5:01      |
| 4.           | 〈Big Jeff〉                        | 대니 엘프먼                  | 2:25      |
| 5.           | 〈Headquarters〉                    | 대니 엘프먼                  | 1:52      |
| 6.           | 〈Chop-Chop〉                       | 대니 엘프먼                  | 2:00      |
| 7.           | 〈Heart Thump〉                     | 대니 엘프먼                  | 1:51      |
| 8.           | 〈Customs〉                         | 대니 엘프먼                  | 0:51      |
| 9.           | 〈Hunting For K〉                   | 대니 엘프먼                  | 1:41      |
| 10.          | 〈J Nabbed / K's Back〉             | 대니 엘프먼                  | 2:20      |
| 11.          | 〈The Real Story〉                  | 대니 엘프먼                  | 1:41      |
| 12.          | 〈Sleuthing〉                       | 대니 엘프먼                  | 2:21      |
| 13.          | 〈The Defense Begins〉              | 대니 엘프먼                  | 2:47      |
| 14.          | 〈The Chase〉                       | 대니 엘프먼                  | 3:22      |
| 15.          | 〈The Light〉                       | 대니 엘프먼                  | 5:44      |
| 16.          | 〈The Finale〉                      | 대니 엘프먼                  | 0:18      |
| 17.          | 〈Worm Lounge 2〉                   | 대니 엘프먼                  | 3:09      |
| 18.          | 〈Titles Revisited〉                | 대니 엘프먼                  | 2:57      |
| 19.          | 〈I Will Survive〉                  | 팀 블래니                    | 3:03      |
| 20.          | 〈Black Suits Comin'〉              | 윌 스미스 featuring Trā-Knox | 4:20      |
| 총 재생 시간 | 총 재생 시간                        | 총 재생 시간                 | 53:19     |

## 각색

### 비디오 게임
이 영화를 기반으로 한 비디오 게임인 《맨 인 블랙 2: 외계인 에스케이프》가 2002년에 출시되었다.

### 홈 미디어
맨 인 블랙 2는 2002년 11월 26일에 DVD로, 2012년 5월 1일에는 블루레이 디스크로 발매되었다. 2017년 12월 5일에는 4K 해상도 블루레이 디스크로 맨 인 블랙 시리즈 모두가 출시되었다.

## 반응

### 흥행 수익
2003년 7월 3일에 개봉된 맨 인 블랙 2는 첫 주에 5,214만 8,751 달러의 수익을 올려 파워퍼프걸 영화을 제치고 그 주의 수익 1위를 기록했다. 그 다음 주에는 53.2% 감소한 2,441만 311 달러의 수익을 올려 2주 동안 수익 1위를 차지했고, 3번 째 주에는 40.4% 감소한 1,455만 2,335 달러의 수익을 올려 수익 3위에 올랐다.
맨 인 블랙 2 개봉 4번째 주에는 847만 7202 달러의 수익을 올려 4위에 올랐고, 5번째 주에는 10위권 밖으로 밀려났다. 전 세계적으로 44억 4,818만 803 달러를 벌어들였는데, 수익의 43.1%인 19억 418만 804 달러가 모두 북아메리카에서 나온 것으로 확인되었다.

### 비평가들의 반응
로튼 토마토는 197개의 리뷰들을 기반으로 맨 인 블랙 2를에 10점 만점에 5.3점을 주었고, 대부분 "첫 영화의 신선함을 없애고 맨 인 블랙 2는 이전 영화의 요소를 혼합된 결과로 재활용한다."고 비판했다. 메타크리틱에서는 이 영화에 37명의 평론가들의 평론을 바탕으로 100점 만점에 49점을 주었고, 시네마스코어가 조사한 관객들은 A+에서 F 등급을 기준으로 이 영화에 B+ 평가를 주었다.
뉴욕 타임스의 A. O. 스콧은 "속편은 충분히 즐겁다."고 짤막하게 평가하며, 릭 베이커가 고안한 다양한 외계인들에게 "정말 베이커 씨의 소유물"이라고 말했다. 잡지 힌두는 이 영화가 볼 만한 가치가 있다고 언급했으며, 잡지인 Digital Media FX는 우주선들이 현실적이라며 칭찬했으나, 블루 스크린을 사용하여 우주선 뒷편에 합성된 단순한 시각 효과에 대해 비판했다. 2002년 8월, 엔터테인먼트 위클리는 "웜 가이"를 최고의 CG 캐릭터로 올리고, 맨 인 블랙 2에서 웜 가이의 역할을 확대하는 것이 좋았다고 밝혔다.
이 영화는 시각 효과 협회에서 수상하는 "최고의 시각 효과" 상 후보에 올랐으나 반지의 제왕: 두 개의 탑이 수상했고, 라라 플린 보일은 이 영화를 "최악의 여우조연상" 후보로 추천했다.